# Hekte

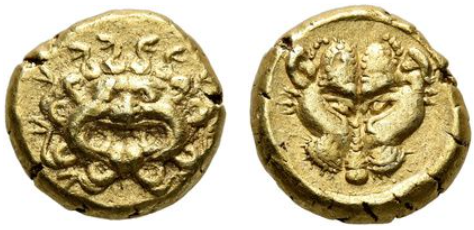
Avers et revers d'un hekte d'entre 478 et 427 av. J.-C.

Le hekte (en grec ancien: ἑκτὴ) est une monnaie antique en électrum utilisée principalement dans les cités-états grecques, du VIe siècle av. J.-C. au IVe siècle av. J.-C., notamment sur l'île de Lesbos, entre 478 et 427 av. J.-C. Valant généralement un sixième de statère, cette pièce jouait un rôle important dans les transactions commerciales de l'époque.

## Description physique

### Composition
La plupart des hektes sont frappées en électrum, mais certaines pièces sont en or ou en argent, même si c'est rare et ne sont de ce fait pas tout le temps considérées comme étant des hektes.

### Taille
Généralement, les hektes font entre 9 et 14 mm, pèsent entre 2,6 et 3,5 g, et l'extrême majorité sont rondes, mais des variations de forme peuvent exister dû à la frappe plutôt imprécise de l'époque (frappe manuelle et non automatisée).

## Valeur
Le hekte, comme toutes les monnaies anciennes, n'avait pas de valeur inscrite comme sur les pièces modernes. Sa valeur était déterminée par le poids et le métal. Dans le système dit de Samos (car correspondant aux pièces du trésor de Samos, où les Hekte sont les plus nombreux) , six hektes équivalaient à un statère, et un statère valait souvent six drachmes. Par conséquent, un hekte correspondait approximativement à une drachme ou à six oboles. Cependant, ces valeurs pouvaient varier selon les régions en fonction de la disponibilité et de la rareté des métaux précieux, une table de conversion précise ne peut donc pas être faite.

## Synonymes
Le nom le plus commun et répandu est « hekte », mais il existe différents noms tels que « hecté », utilisé rarement en anglais et en français, « hecte » en latin et « Ἑκτή (hektē) » en grec ancien.

## Utilisation

### Villes
Cette pièce fut notamment utilisée dans les villes suivantes, :
- Mytilène à Lesbos, l'une des principales villes de l'île, connue pour sa production monétaire.
- Eresós à Lesbos
- Érétrie à Eubée
- Sámos
- Rhodes
- Chios

### Autres
Bien que ce soit une monnaie grecque, les hektes ont circulé dans l'Asie mineure, l'Afrique du Nord et une partie de l'Europe, notamment dans:
- l'empire Perse
- le royaume de Macédoine

Après la conquête d'Alexandre le Grand, tous les pays de l'époque hellénistique ont utilisé cette monnaie puisque les Macédoniens l'utilisaient et Alexandre le Grand en était un.
Enfin, les Grecs ayant beaucoup d'importance dans les échanges culturels, divers autres empires utilisèrent cette monnaie, tel que le royaume gréco-bactrien. À vrai dire, il est complexe de référencer tous les pays/États ayant utilisé cette monnaie, car pour certains, l'État ne produisait pas cette pièce, mais les habitants l'utilisaient quand même.